# 11612 Obu
11612 Obu è un asteroide della fascia principale. Scoperto nel 1995, presenta un'orbita caratterizzata da un semiasse maggiore pari a 2,8994719 UA e da un'eccentricità di 0,1764594, inclinata di 7,18962° rispetto all'eclittica.